# One (妖精帝國の曲)
「one」（ワン）は、妖精帝國の10作目のシングル。2009年12月23日にLantisからリリースされた。

## 解説
- 表題曲「one」は、PSP用ゲーム『クイーンズブレイド スパイラルカオス』オープニングテーマに使用されており、カップリングの「月下香」は同ゲームエンディングテーマになっている。

## 収録曲
全曲 作詞：YUI、作曲・編曲：橘尭葉
1. one [4:12]
2. 月下香 [4:59]
3. one (instrumental)
4. 月下香 (instrumental)